# 張樹珊
張樹珊（？—1867年），字海柯，安徽合肥人，是平定太平天国捻軍之淮軍的清軍名將，兄為張树声。

## 安徽鄉勇
- 咸丰三年，太平軍入安徽，树珊与兄树声练乡兵自卫，淮军之兴，自张氏始。
- 咸豐五年，击太平軍於巢湖，率壮士数十人败太平軍，擒斩太平軍目五人，进破巢县太平軍营，叙外委。
- 六年，复来安，随官军克无为州，擢千总。又克潜山，至太湖，遇太平軍数万，树珊仅五百人，军粮火药皆尽。太平軍屯堤上，树珊选死士缘堤下蛇行入贼中，大呼击杀，太平軍惊溃。
- 七年，败捻首张洛行於官亭。太平軍方与捻相勾结，皖北几无完区，独合肥西乡以团练筑堡差安，时出境从剿太平軍。
- 九年，克霍山。
- 十年，两解六安围。
- 十一年，赴援寿州，克三河，擢都司，赐花翎。

## 駐守上海
- 同治元年，从李鸿章赴上海，名其军曰树字营。李秀成犯上海，会诸军夹击走之。七月，会克青浦。太平軍围北新泾，树珊偕程学启力战旬馀，太平軍始遁，擢游击。进克嘉定，太平軍大举围四江口，树珊偪太平軍而营，会诸军奋击，连破二十馀垒，遂解围，擢参将，赐号悍勇巴图鲁。

### 收復常熟、江陰、无锡、常州
- 是年冬，常熟及福山太平軍以城降，而福山太平軍复叛，围常熟。二年正月，树珊率军航海抵福山西洋港，风潮作，飘舟近贼巢，潮退不得行。树珊曰：“兵法危地则战。”登岸结垒未就，太平軍大至，树珊疾捣中坚，枪伤左肘不少卻，拔出诸营之被围者，进解常熟之围，擢副将。
- 会诸军进攻江阴，树珊扼南门，太平軍去路，城复，太平軍无得脱者，以总兵记名。
- 进攻无锡，悍酋陈坤书、李世贤方以十万众围大桥角，树珊助剿，火太平軍轮船二、砲船十，歼毙甚众，解其围。李秀成复率众数万至，连营数十里，树珊与诸军夹击，太平軍大溃。
- 会苏州已下，秀成率死党入太湖，结常州太平軍，水陆分进，援无锡；时铭传专击外援太平軍，树珊与诸军合围，十一月，拔之，以提督记名。偕兄树声及刘铭传进攻常州，同治三年(1864年)四月，克之，予一品封典，授广西右江镇总兵。

## 剿捻軍戰歿
- 四年，曾国藩督师剿捻，驻徐州，以树珊所部为亲军，令援山东，破捻軍於鱼台。议设四镇，陈州之周家口为最要，初以刘铭传驻之，既改铭传为游击之师，乃令树珊移驻。五年三月，击捻軍沙河，捻軍窜扑周家口，回军夹击败之。五月，又败捻軍於沙河东，树珊以贼骑飘勿靡常，耻株守，请改为游击之师。九月，驰解许州之围。十月，逐捻軍山东境，连败之丰南、定陶、曹县。
- 五年十一月，回军周家口。捻軍窜湖北，偕总兵周盛波追剿。会郭松林败绩於臼口(湖北鐘祥)，捻軍焰愈炽，六年，一月树珊自黄冈追至枣阳，捻軍窜黄州、德安，树珊驰援。诸将皆言捻軍悍且众，宜持重，树珊率亲军二百人穷追，抵新家徬。贼横走抄官军后，树珊力战陷阵，至夜半，马立积尸中不能行，下马鬥而死。后队据乡庄发枪砲拒捻軍，捻軍亦寻退，全军未败。
- 事闻，同治帝诏惜其忠勇，从优议恤，予骑都尉兼一云骑尉世职，建专祠，谥勇烈。七年，捻平，加赠太子少保。